# Hýsly
Hýsly (německy Hiesel) jsou obec v okrese Hodonín v Jihomoravském kraji, 5 km severovýchodně od Kyjova. Žije zde 402 obyvatel. Od roku 1999 jsou členem mikroregionu Moštěnka a od roku 2018 členem mikroregionu Podchřibí.
Obec Hýsly se čtyřmi sty obyvateli je obcí Slovácka, tedy kraje vína, krojů a tradic. Obec patří k velmi starému osídlení. První písemná zmínka je v listině biskupa Jindřicha Zdíka z roku 1131. Nejstarší část obce tvoří protáhlá náves, k níž dole přiléhají domky u potoka Moštěnky a nahoře se náves kříží ve tvaru písmene T. Nad obcí pak nalezneme malebné vinné sklepy, tzv. „búdy“. Součástí obce je Dolní Moštěnice se svým zámkem z roku 1720. Mezi významné odkazy našich předků patří socha sv. Jana Nepomuckého z roku 1706 jako památka na velkou povodeň a kaple sv. Prokopa postavená roku 1936, jež nahradila původní zvonici ze dřeva. V bývalé škole z roku 1902 se dnes nachází obecní úřad a pohostinství s venkovním areálem. Přímo naproti se nachází pomník padlých z roku 1923.
Sousedními obcemi sídla jsou Skalka, Moravany, Ježov, Labuty, Kelčany, Žádovice, Vřesovice a Kostelec.

## Název
Původ jména vesnice je nejednoznačný. Na vesnici snad bylo přeneseno původní pojmenování jejích obyvatel Jiščli, množné číslo osobního jména Jiščl(a), což byla domácká podoba jména Jiščislav (v jehož první části byl kořen slovesa jískati - "hledat"). Místní jméno tedy zprvu snad označovalo osadu Jiščlovy rodiny. Podoba Hýsly by pak vznikla nářeční změnou J- > H- (ta už v prvním písemném dokladu z roku 1131), zjednodušením hláskové skupiny ščl a prodloužením délky samohlásky v první slabice, která byla v nejstarších zápisech krátká.

## Historie

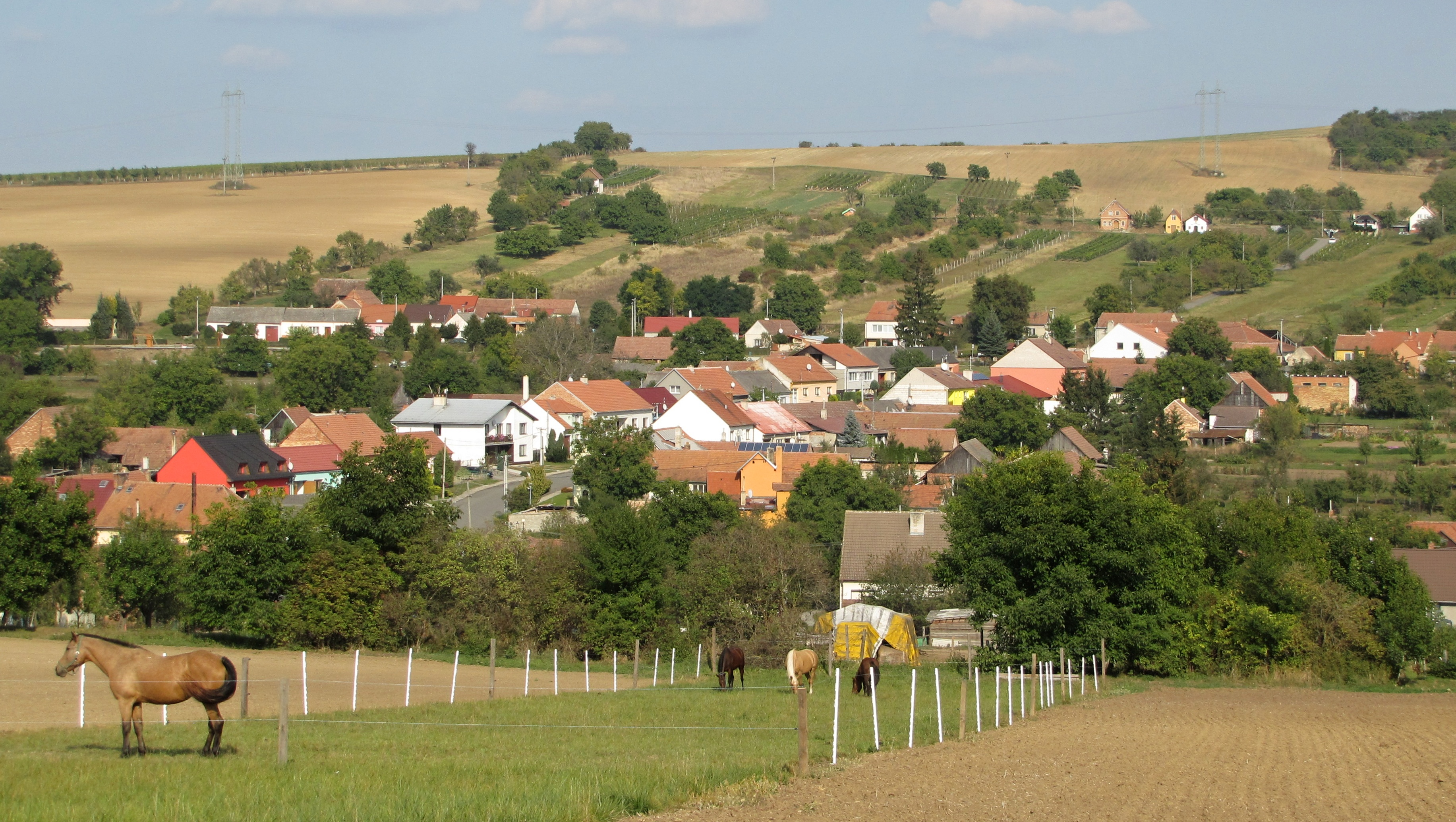
Hýsly od západu

Jihomoravská obec Hýsly leží pod jihozápadními výběžky Chřibů v údolí Moštěnky s rozlohou 826 ha. Obec patří k velmi starému osídlení, první zmínka (v listině je zapsáno v 6. pádě Hizlech) pochází z roku 1141 z listiny olomouckého biskupa Jindřicha Zdíka, kdy byla část osady předána kostelu ve Spytihněvi a část kostelu v Břeclavi.
Patronem obce je svatý Prokop, opat 11. století, patron České země, zemědělců a vinařů; prosby k němu směřují za uzdravení a osvobození. Světec bývá zobrazován buď jako řeholník nebo opat v pontifikáliích s mitrou a berlou. Kromě berly, knihy a kříže je jeho hlavním individuálním atributem spoutaný ďábel u nohou. Na počest sv. Prokopa se vždy na počátku července konají tradiční hodky, v září se pak slaví svatováclavské krojované hody.
Roku 1353 dala zde paní Hedvika jedno popluží svému zeti Martinovi ze Štěpánova a své dceři Anně. Roku 1358 Martin ze Štěpánova prodal půl Hýsel s příslušenstvím Alramovi a jeho synům. Januš z Bechyně prodal roku 1368 panu Fridrichovi z Podolí a jeho manželce Herce ves Hýsly s lesy, s rybníky a s lukami. Ten je roku 1376 prodal Tasovi z Boskovic spolu s dvorem. Roku 1391 se zakoupil v Hýslích Fridrich z Crhova. Roku 1407 prodal ves Erhard z Kunštátu Soběnovi z Cetechovic.
Roku 1446 ji Racek z Cetechovic postoupil Zbyňkovi z Moravan k Miloticím. Roku 1511 ji držel milotický pán Filip ze Zástřizl. Po jeho smrti se dostal v držení Hýsel jeho nástupce milotický pán Proček ml. ze Zástřizl, který se na nich uvádí roku 1528.
Roku 1572 oddělením moštěnského statku od milotického panství strhlo s sebou i sousední Hýsly, takže se odtud staly natrvalo příslušenstvím statku moštěnského.
Z hlediska soudního byly Hýsly od nejstarších dob až do roku 1748 podřízeny lovčímu právu buchlovskému. Všech 27 obcí, které hradu Buchlovu patřily, se nazývaly „krevní grunty“. Na Buchlově se soudily rozepře i zločiny hrdelní.
Území obce se skládalo převážně ze staré kulturní půdy. Dokazují to čtvery Díly, několikeré Padělky, Nádavky, ba i Nivy. K ní se hlásí svým názvem i Stará viniční hora. Klučením vznikly troje Kuče stejně jako Křakov. Podobně vznikly viničné tratě Stonky a Grefty. Do pozdější doby se hlásí svým jménem další tři viničné hory Staré a Nové Šopruny a Haldy.
Hýselští obyvatelé byli zapojeni do všech prací na moštěnském dvoře. Kromě dvorního a viničného hospodářství trvalo zde ve středověku i menší rybničné hospodářství, k němuž patřilo několik rybníků. Byly to rybníky nevelké, kterých se užívalo jen k odchovu plodu na výtah. K nim patřil rybník u Hýsel, rybník pod Moštěnicí nad mlýnem, rybník Louček nad Moštěnicí, rybník u Labuť a rybník nad Ježovem. K potřebě panské kuchyně se udržovaly i 3 rybníčky v moštěnském lese. Pro její běžnou potřebu byly určeny i ryby v rybníčku u Moštěnice, jehož voda se jinak brala do pivovaru.
Poměrně malá hospodářská základna moštěnického statku donutila jeho majitele nejpozději v třetí čtvrti 16. století k založení pivovaru (vydržel více než 200 let) a cihelny u Moštěnice, které jako dobře prosperující podniky se udržely až do doby nejnovější. Nechyběl mlýn na soutoku Moravanského potoka s Moštěnkou, ani mlýn na Moštěnce v Hýslích. Roku 1656 bylo v Hýslích jen 13 osob. Robotní úprava z roku 1651 umožnila obyvatelům hýselských i okolním jen poněkud snesitelnější robotní povinnosti. V roce 1826 byla s vrchností učiněna dohoda, podle níž vinná dávka zemního byla regulována v peněžitý plat. Nově vyklučená půda přispěla také k novému uspořádání držby v Hýslích. V roce 1843 tu bylo 62 domů a 297 obyvatel, v roce 1890 95 domů a 479 obyvatel a v roce 1910 107 domů a 602 obyvatel.
V Hýslích bývala od starých časů jediná hospoda a to hospoda Daněčkova na čísle 17, později Rajsiglova. Mimo ni však byla zbudována, především pro účely místních, pálenice v hýselském mlýně. Její vznik je spojen s rodinou Vávrů. Jan Vávra koupil mlýn od Aloisie Dvořákové 9. 12. 1871 za 3 400 zlatých.
Předmětem hospodářského zájmu hýselských i okolních obyvatel byla orba, ovocnářství a vinařství. Chov dobytka, zejména užitkového, byl minimální. Na předělu stol. 19. a 20. se klade již větší důraz na živočišnou výrobku, zejména chov skotu.
Společenský a kulturní život v obci stával se intenzívnější od založení školy r. 1902. Roku 1904 vznikl tu vzdělávací spolek Havlíček a Spořitelní a záloženský spolek, Národní jednota pro jihozápadní Moravu tu trvala 1914–1922.

## Dolní Moštěnice
V roce 1353 se součástí Hýsel stala ves Dolní Moštěnice v údolí potoka Moštěnického mezi Hýsly a Moravany. Název osady vznikl patrně podle tzv. moštin-tvrzených otýpek používaných k zpevnění močálových cest.  Počátkem 17. stol. byla tu jen tvrz, dvůr, pivovar, cihelna, 6 lánů a 9 osadníků.  Roku 1618 byla Moštěnice v důsledku třicetileté války zpustošena a již nebyla obnovena. Ves definitivně zanikla po velké morové epidemii v letech 1678 – 1681. Zůstal pouze statek, který byl kolem roku 1720 přestavěn na barokní zámek a kolem něj byl založen park. V zámeckém parku roste památný strom jasan ztepilý.
Po zániku osady byly její pozemky sceleny a připojeny ke dvoru pod novými jmény Morovanská, Moštěnská, Johanka Nepomucká, Oulehle a Křakov. Dnes název Moštěnice nosí jen zámek a dvůr. Území někdejší obce tvořilo samostatnou katastrální jednotku a patřilo vždy do obvodu ježovské fary. Po politické stránce tvořila však Moštěnice součást obce Hýsel. Ve vsi byla krčma nadaná právem vařit pivo a též i mlýn. Dnes tvořená pouze zámkem se zahradou, statkem a několika stojícími domy.
Jako jiné sousední obce byla i Moštěnice v době předhusitské rozdělena na větší počet drobných šlechtických zboží. K jejímu rozkouskování došlo nejpozději koncem 13. nebo počátkem 14. století. Ke spojení všech těchto jednotlivých částí v jeden celek dochází po válkách husitských.
Kolem roku 1353 prodal Lutold z Moštěnice tamní dvůr s třemi domy Janu z Blišic a Moravan a Gertrudě z Chválkovic. Roku 1371 pak Arklebu ze Zástřizl přenechal 2 lány a dvorec. Tentýž Lutold z Moštěnice měl zde okolo roku 1373 dvůr. Roku 1379 prodal Petr Kravař jiný dvůr Oprudu ze Žarošic. V téže době je rovněž připomínán v pořadí třetí dvůr, patřící Bartolomějovi z Moravan, jehož dcery Alžběta a Anna prodaly toto zboží roku 1406 Almuzu ze Zástřizl. Rok 1409 prodal ještě Vojtěch z Moštěnice dvůr, patrně po Oprudu ze Žarošic, s polovicí pustých Jevišovic Janu z Tučap. Dvůr po Lutoldovi z Moštěnice prodala pak po jeho smrti, roku 1412, vdova Dorota, spolu s hostincem a lánem, Janu z Moštěnice, jenž jej prodal roku 1418 Janu Pardusovi z Žeranovic, který ještě okolo roku 1430 přikoupil od bratří Arkleba a Smila ze Zástřizl 7 lánů. Zdá se, že právě Pardus ze Žeranovic scelil doposud roztříštěnou Moštěnici a snad někdy v počátcích 15. století zde mohla vzniknout významnější tvrz, která tvořila již tehdy správní centrum okolním statkům.
Prvním majitelem sjednocené Moštěnice se uvádí r. 1448 Ada z Nemochovic, po němž se v druhé polovině 15. století na ní vystřídali Jan a Aleš z Rudy. Ten připsal statek jako věno dceři Barboře, jež se provdala roku 1500 za Václava Trutmanského z Porostla a Moštěnici mu zapsala. Jelikož neměli manželé dospělé potomky, spadla roku 1506, po smrti Václava z Moštěnice, na českého krále Vladislava, který ji dal do opatrovnictví Jiříkovi z Vlašimi a Heraltu Kunovi z Kunštátu, jako poručníkům nezletilé Jitky Trutmanské z Porostla. Ti však neměli zájem si Moštěnici trvale ponechat, proto ji téměř obratem prodávají Janu Ořechovskému z Honbic.
Po něm se uvádějí jako majitelé Jetřich, dále Hynek a nakonec Žibřid Potštátští z Prusinovic, Žerotínové, Čeněk z Lípy. Koncem let šedesátých se dostává Moštěnice k Miloticím. Tato okolnost přispěla k tomu, že roku 1572 při jejím odprodeji Jarošovi Morkovskému ze Zástřizl se k ní dostaly jako je příslušenství i obce Hýsly a Ježov. Až dosud od konce 15. století patřily k moštěnskému statku jen Labuty a pustý Lněník. Po Jarošovi Morkovském držel Moštěnici jeho nejstarší syn Jan (zemřel roku 1590) a po něm zase jeho syn Jaroš, který ji roku 1616 odkázal svým dcerám. Vlastnicí celého statku se však stala jeho dcera Anna Johanka, provdaná za Františka Adama Kraczera ze Šenberku. Roku 1633 kupuje Moštěnici za 30 000 zl. r. Julius Bracciolini a roku 1637 za 39 000 zl. r. Petr Forgač z Gimeše. Moštěnici převzal roku 1649 jeho strýc Mikuláš a po jeho smrti stal se nakonec jediným vlastníkem jeho syn Jiří Fridrich (1680).
Roku 1684 ji prodal za 48 000 zl. r. Hanušovi Petřvaldskému z Petřvaldu, který ji odstoupil svému mladšímu synovi Janu Dětřichovi. Po něm dědí roku 1734 jeho syn Amand Ferdinand, který ji odkázal roku 1762 svému buchlovskému synovci Bernardu Janovi Petřvaldskému.
Petřvaldští drželi Moštěnici téměř sto let, a jelikož patřili mezi bohaté a stavitelské rody, dá se předpokládat, že právě na přelomu 17. a 18. století přebudovali již nevyhovující tvrz v jednopatrový zámeček se zahradou. Pro tuto domněnku hovoří fakt, že byla ve stejných letech vybudována cihelna a pivovar, což jistě vedlo k rozkvětu a zhodnocení moštěnického panství.
Po záhadné smrti Bernarda Petřvaldského se Moštěnice ujímá v roce 1763 Jan z Kühnburgu a roku 1785 Marie Cecilie z Löwenfeldu, jejímž dědicem se stal syn Rudolf, který na Moštěnici zemřel 7. října 1846. Jeho dědicové odprodali roku 1854 Moštěnici Vilémovi z Reichenbachu, majiteli bzeneckého velkostatku. Později patřil hraběnce Reichenbachové-Lessonické, která jej roku 1917 prodala. Velkostatek Moštěnice se stal vlastnictvím kelčanského cukrovaru a roku 1928 majetkem společnosti břeclavského cukrovaru.

## Josefínský Dvůr
Severně od Moštěnice byl malý dvorec, který nechal postavit roku 1827 pro svoji matku Josefínu rytíř z Löwenfeldu. Dodnes se tento dvůr nazývá Josefínský nebo také Nový dvůr. Dříve zde stávalo větrné kolo pro čerpání vody z hluboké studny. Chovaly se zde ovce, prasnice, skot a koně.

## Symboly obce

### Znak
V modrém štítě stříbrné rámě držící zlatou vinnou ratolest s jedním hroznem a třemi listy, provázené vlevo nahoře stříbrným berličkovým křížem.
Návrh obecního znaku vychází nejčastěji z pečeti obce, dále z názvu, minulosti či polohy obce, popřípadě atributu světce, jemuž je zasvěcen kostel v obci.
Obec Hýsly nebyla v minulosti nikdy městečkem, z tohoto důvodu nikdy nepoužívala znak, jelikož používat znak bylo výsadou jen měst a městeček. Používala jako řada jiných obcí pouze pečeť, ze které převážně tento návrh vychází.

### Pečeť
Základ znaku je pečetní znamení z roku 1669, která je uložena v moravském zemském archívu v Brně ve Sbírce odlitků pečetí a typářů moravských měst, městeček a obcí pod řadovým číslem 398.
Odlitek byl zhotoven podle Josefinského katastru č. 1905 z roku 1787. Pečeť je kruhová o průměru 32 mm, ve vnitřním pečetním poli je ve štítě levá ruka, v lokti ohnutá, držící ratolest.
Nad štítem je letopočet 1669. V kruhovém opisu mezi vnitřní linkou a vnějším vavřínovým věncem „SIGILVM.DE.GETINE.HESSLIG.WOPECNY.“

### Prapor
Pro barevné provedení jsou použity tinktury dle heraldických pravidel – modrá vycházející ze znaku pánů z Petřvaldu a barvy rybníků rozkládajících se v minulosti ale i v současnosti na území obce Hýsly.
Prapor tvoří modrý list s bílou krokví vycházející z první třetiny horního a dolního okraje listu s vrcholem na středu vlajícího okraje.V žerďovém klínu žlutý vinný hrozen. Poměr k délce listu je 2:3. Návrh obecního praporu je kombinací pruhu a symbolu. Bílý lomený pruh představuje ruku a hrozen část vinné ratolesti. Podklad listu praporu je v podkladní barvě znaku.
Patronem obce je svatý Prokop, jemuž je zasvěcena místní kaple. Na jeho svátek se v obci každoročně v červenci konají hodky.
Obec patří pod Římskokatolickou farnost Kostelec u Kyjova. V obci se 28. září konají krojované svatováclavské hody.

## Samospráva
Zastupitelstvo obce má 7 členů.
Starosta
- Bc. Orság Libor, DiS.

Místostarosta
- Polešovský Tomáš

Členové
- Grufík Jakub - předseda Finančního výboru
- Vašina Pavel - předseda Kontrolního výboru
- Mgr. Kristová Jana - předsedkyně Komise pro sport, děti a mládež
- Ottová Miroslava - předsedkyně Kulturní komise
- Bc. Kos David - předseda Komise životního prostředí

## Obyvatelstvo
| Rok  | Počet obyvatel | Počet domů |
| ---- | -------------- | ---------- |
| 1869 | 396            | 73         |
| 1880 | 462            | 90         |
| 1890 | 479            | 95         |
| 1900 | 560            | 96         |
| 1910 | 604            | 107        |
| 1921 | 616            | 107        |
| 1930 | 486            | 114        |
| 1950 | 489            | 119        |
| 1961 | 566            | 127        |
| 1970 | 494            | 128        |
| 1980 | 454            | 120        |
| 1991 | 387            | 138        |
| 2001 | 394            | 131        |
| 2011 | 369            |            |
| 2021 | 383            |            |

Při sčítání lidu v roce 2021 žilo v obci 383 obyvatel. Celkem 51,7 % obyvatel se přihlásilo k české národnosti a 27,1 % k moravské. 14,1 % se hlásilo k Římskokatolické církvi, 31,1 % bylo bez vyznání a 33,7 % obyvatel vyznání neuvedlo. Věřících bez církevní příslušnosti bylo 14,4 %.

## Doprava
Obcí vede autobusová linka č. 729667 z Kyjova. Z Kyjova je přímé železniční spojení s Brnem po trati č. 340 (tzv. Vlárská dráha). Obcí prochází silnice III/42210.

## Pamětihodnosti
- Socha sv. Jana Nepomuckého - sloup se sochou a erbem okřídleného lva s mečem z roku 1706 jako památka na velkou povodeň.
- Školní budova - se stavbou školy bylo započato na jaře roku 1902. Jednopatrová budova dle plánu zednického mistra Holomka ze Bzence byla vystavěna od zednického mistra Eus. Cibulky z Kyjova do 15. srpna 1902 a dne 24. srpna 1902 slavnostně vysvěcena. Zemskou školní radou bylo povoleno začít vyučovat začátkem školního roku 1902/1903. Všech školou povinných dětí bylo z Hýsel 81 a z Moštěnice 29. Škola zde fungovala až do roku 1979. Dnes se zde nachází obecní úřad, knihovna, tělocvična, kulturní místnost a pohostinství s venkovním areálem. Škola zde fungovala až do roku 1979.
- Pomník padlých - 14. února 1923 se sešli v budově školy zástupci politických stran v Hýslích za účelem postavení důstojného pomníku padlých. Dne 22. dubna 1923 zadána byla stavba pomníku firmě Petr Navrátil v Kyjově. Cena stanovena na 12.500 Kč. Dne 22. července, po 3 měsících, bylo odhalení pomníku. Pomník obětem obou světových válek se sochou italského legionáře stojí naproti obecní budovy.
- Kaple sv. Prokopa postavena v roce 1936, která nahradila starou dřevěnou zvonici rozebranou roku 1932 při stavbě silnice. Sv. Prokop, opat 11. století, je patronem České země, zemědělců a vinařů. Světec bývá zobrazován buď jako řeholník nebo opat v pontifikáliích s mitrou a berlou. Kromě berly, knihy a kříže je jeho hlavním individuálním atributem spoutaný ďábel u nohou. Napočest sv. Prokopa se vždy začátkem července koná mše a tradiční hodky. V září se pak slaví svatováclavské krojované hody. V roce 2018 byla celkově zrekonstruována za podpory Ministerstva zemědělství.[7]
- Hasičská zbrojnice - postavena roku 1933 obcí s přispěním sboru dobrovolných hasičů a mnohých občanů. Dne 14. září 1923 vypukl v obci velký požár. Celá ves se octla v nebezpečí. Požár byl výstrahou obci a dal podnět k založení hasičského sboru, který byl ustaven v únoru 1924. V roce 2018 celkově zrekonstruována za podpory Jihomoraského kraje.
- Zámek Dolní Moštěnice z roku 1720. Roku 1618 byla Moštěnice v důsledku třicetileté války zpustošena a již nebyla obnovena. Ves definitivně zanikla po velké morové epidemii v letech 1678-1681. Zůstal pouze statek, který byl kolem roku 1720 přestavěn na barokní zámek a kolem něj byl založen park. V zámeckém parku roste památný strom jasan ztepilý.  Území někdejší obce tvořilo samostatnou katastrální jednotku a patřilo vždy do obvodu ježovské fary. Po politické stránce tvořila však Moštěnice součást obce Hýsel. Ve vsi byla krčma nadaná právem vařit pivo a též i mlýn. Dnes tvořená pouze zámkem se zahradou, statkem a několika stojícími domy. Za socialismu sloužil jako ubytovna a kanceláře pracovníků JZD.
- Vinné sklepy, tzv. „búdy“ na kopci nad obcí

## Galerie

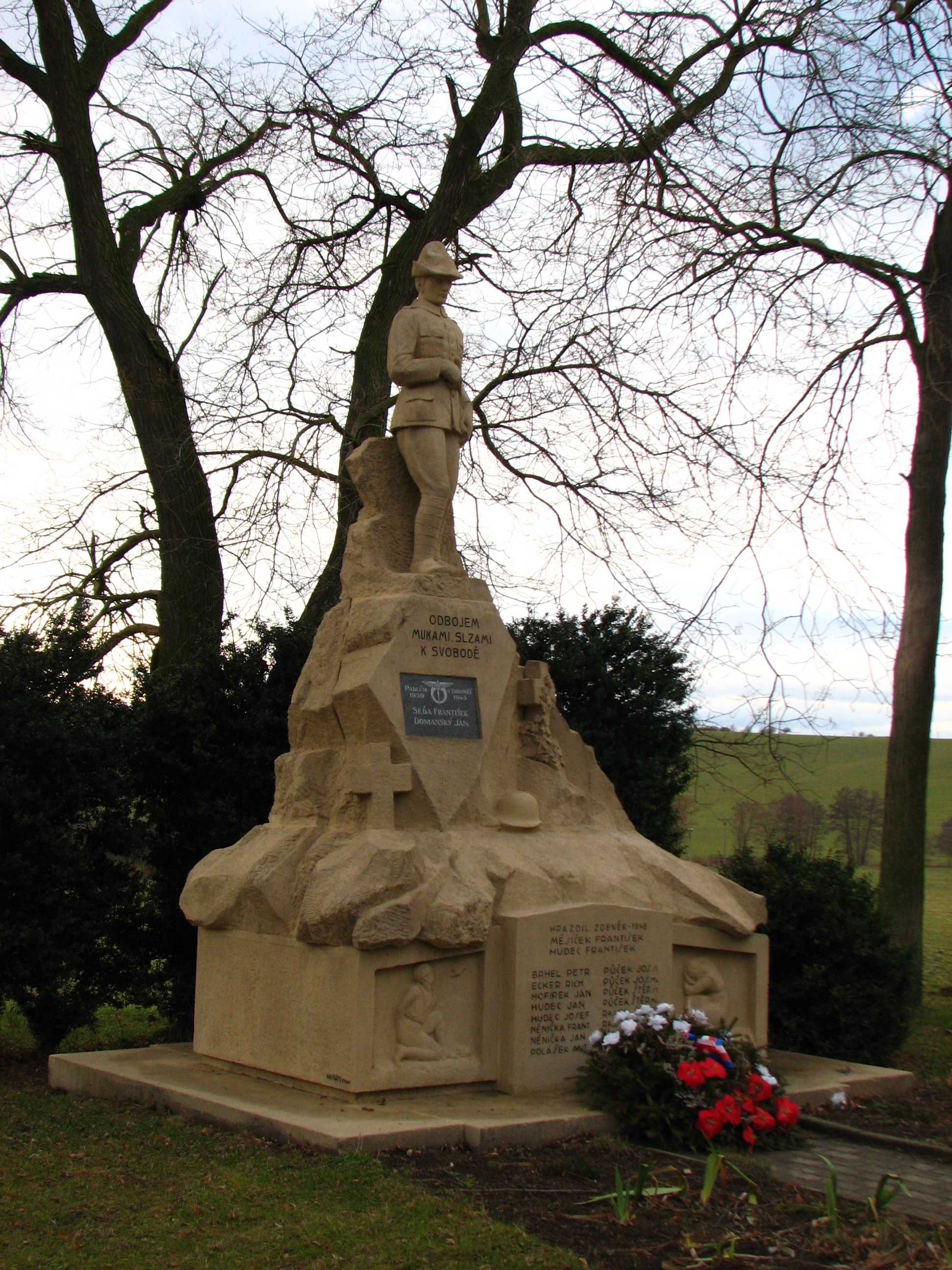
Pomník padlým ve světových válkách
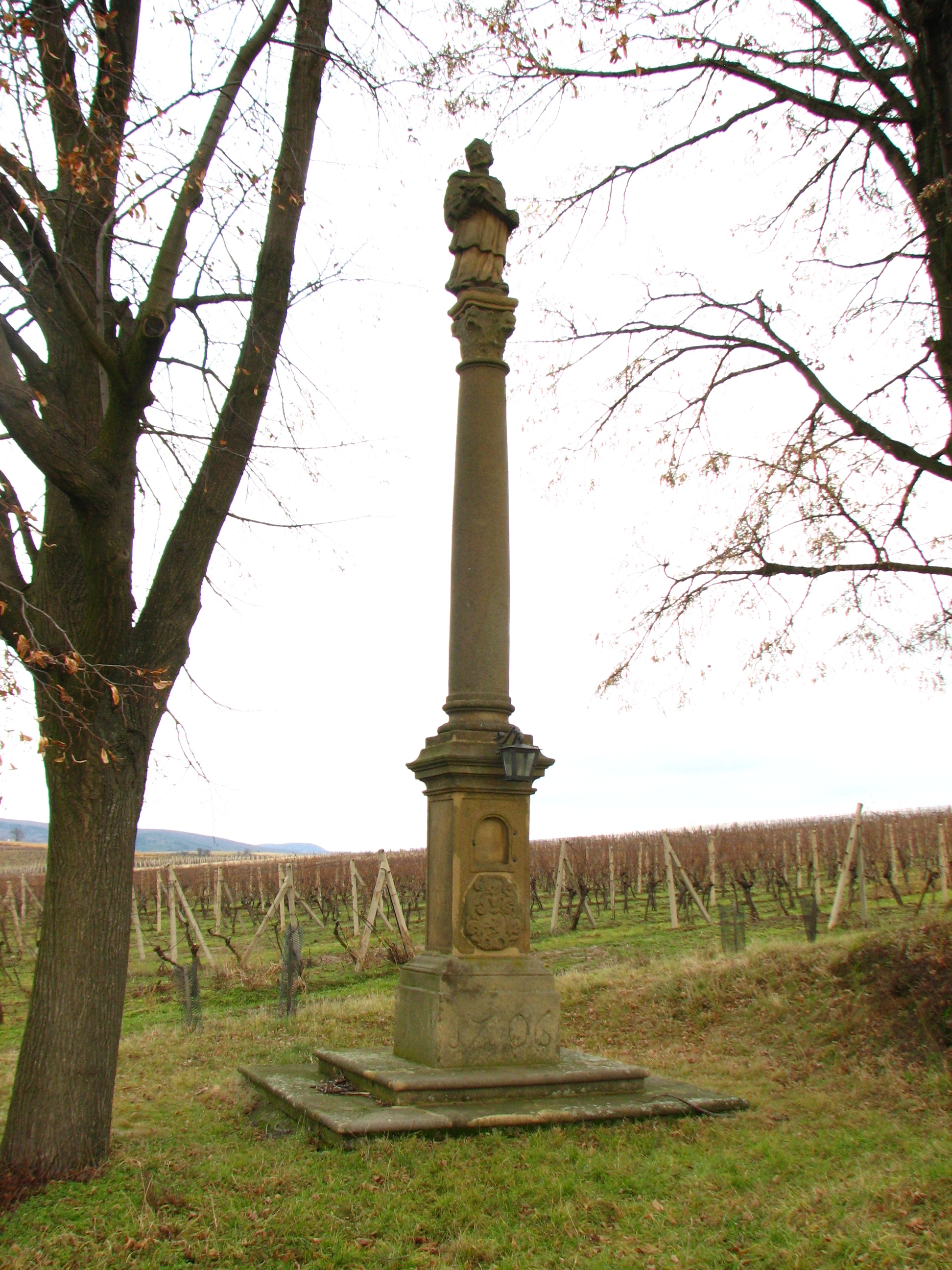
Sloup svatého Jana (1706)
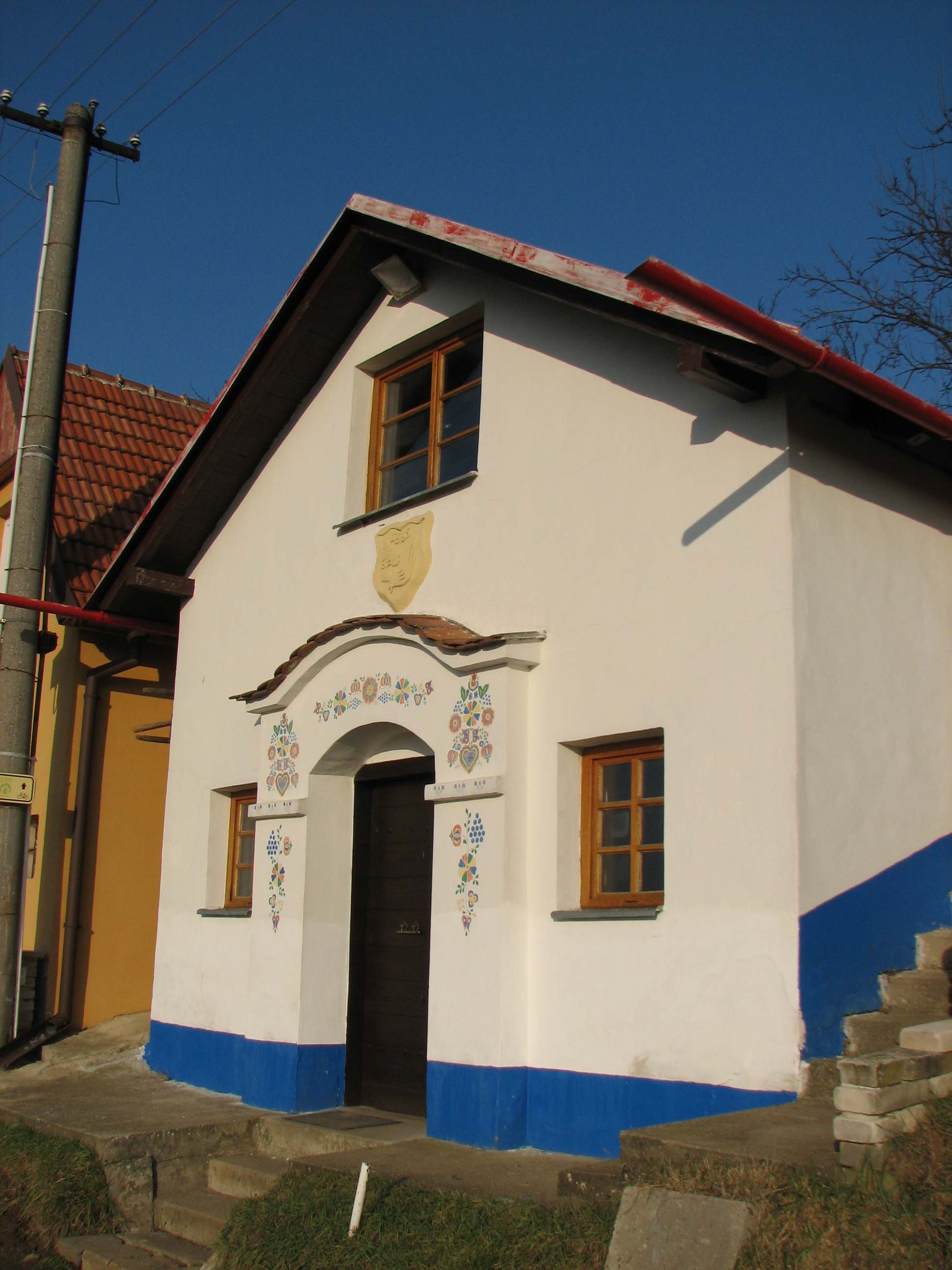
Nejstarší vinný sklep (1669)
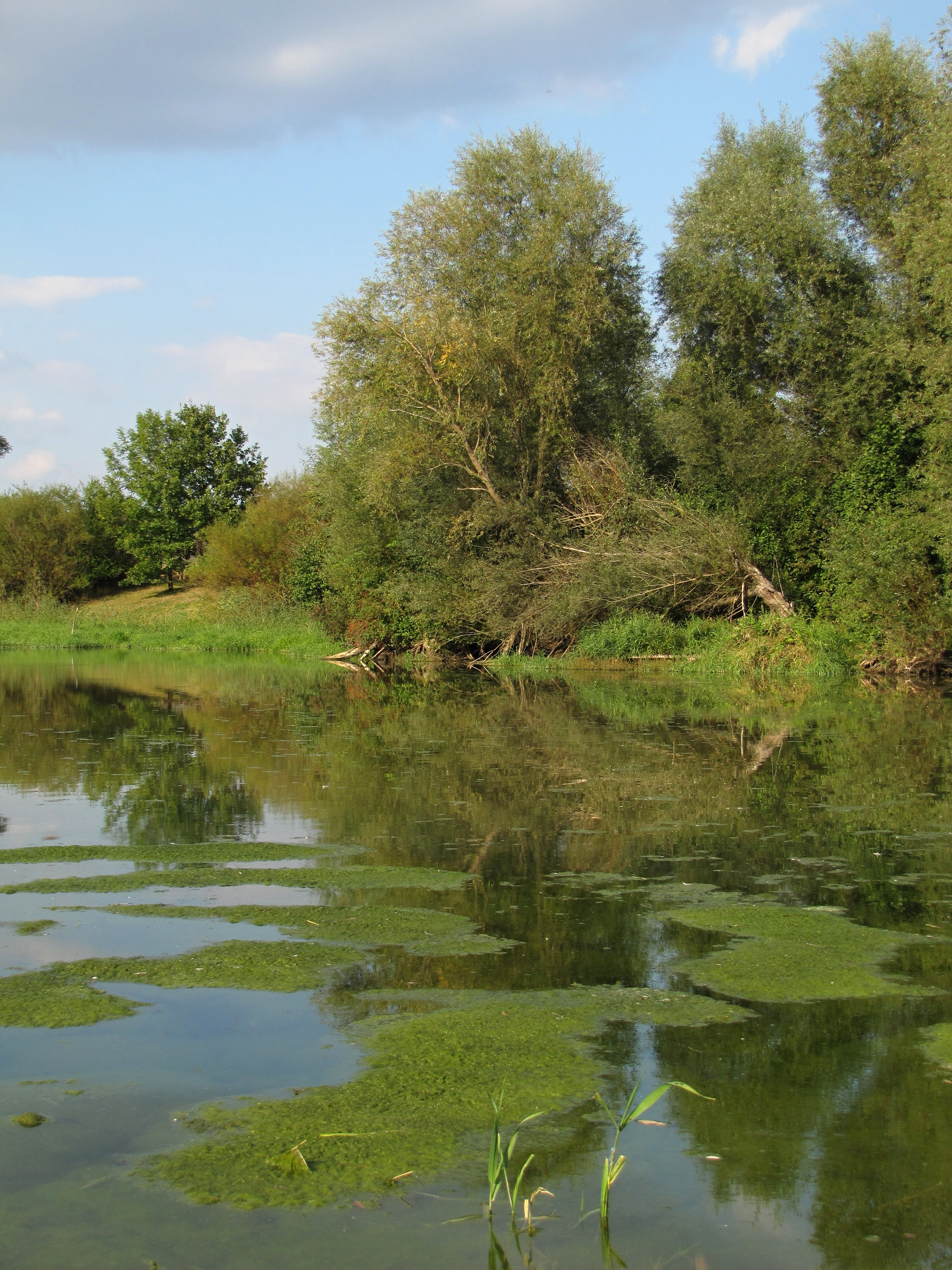
Vodní nádrž na Moštěnce